# Teorema de Gibbs-Konovalov
Em físico-química, o teorema de Gibbs-Konovalov relaciona-se ao equilíbrio de fases, particularmente ao equilíbrio líquido-vapor de azeótropos e aos pontos de fusão congruentes do equilíbrio líquido-sólido.
Willard Gibbs estabeleceu o teorema de modo puramente teórico em 1876. Este foi verificado experimentalmente por Dmitri Petrovich Konovalov, aluno de Dmitri Mendeleev, em sua tese em 1881 e, em seguida, em uma publicação em 1884 relativa ao equilíbrio líquido-vapor. A segunda regra de Konovalov, da qual pode-se derivar o teorema de Gibbs-Konovalov, é a seguinte:
Em temperatura constante, as composições do vapor e do líquido são idênticas nos pontos extremos da pressão de vapor.
O teorema de Gibbs-Konovalov é uma generalização dessa regra nos extremos de pressão e de temperatura em todos os equilíbrios de fases:
Nos pontos extremos de pressão ou de temperatura, as fases em equilíbrio têm a mesma composição.

## Ilustração

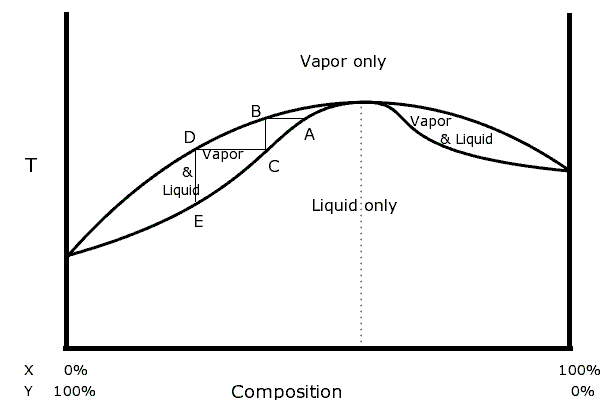
Figura 1 - Diagrama de fases de um azeótropo de máximo. Um azeótropo, seja de máximo, seja de mínimo, obedece ao teorema de Gibbs-Konovalov.

A Figura 1 mostra um diagrama de fases líquido-vapor de uma mistura binária sob pressão constante: nele, a temperatura é traçada em função da composição. Esse diagrama mostra um azeótropo com uma temperatura máxima, comum às curvas de bolha e orvalho, em que o líquido e o vapor têm a mesma composição. Isso também se aplica a azeótropos com temperatura mínima e àqueles nos quais a pressão atinge um mínimo ou um máximo em temperatura constante.

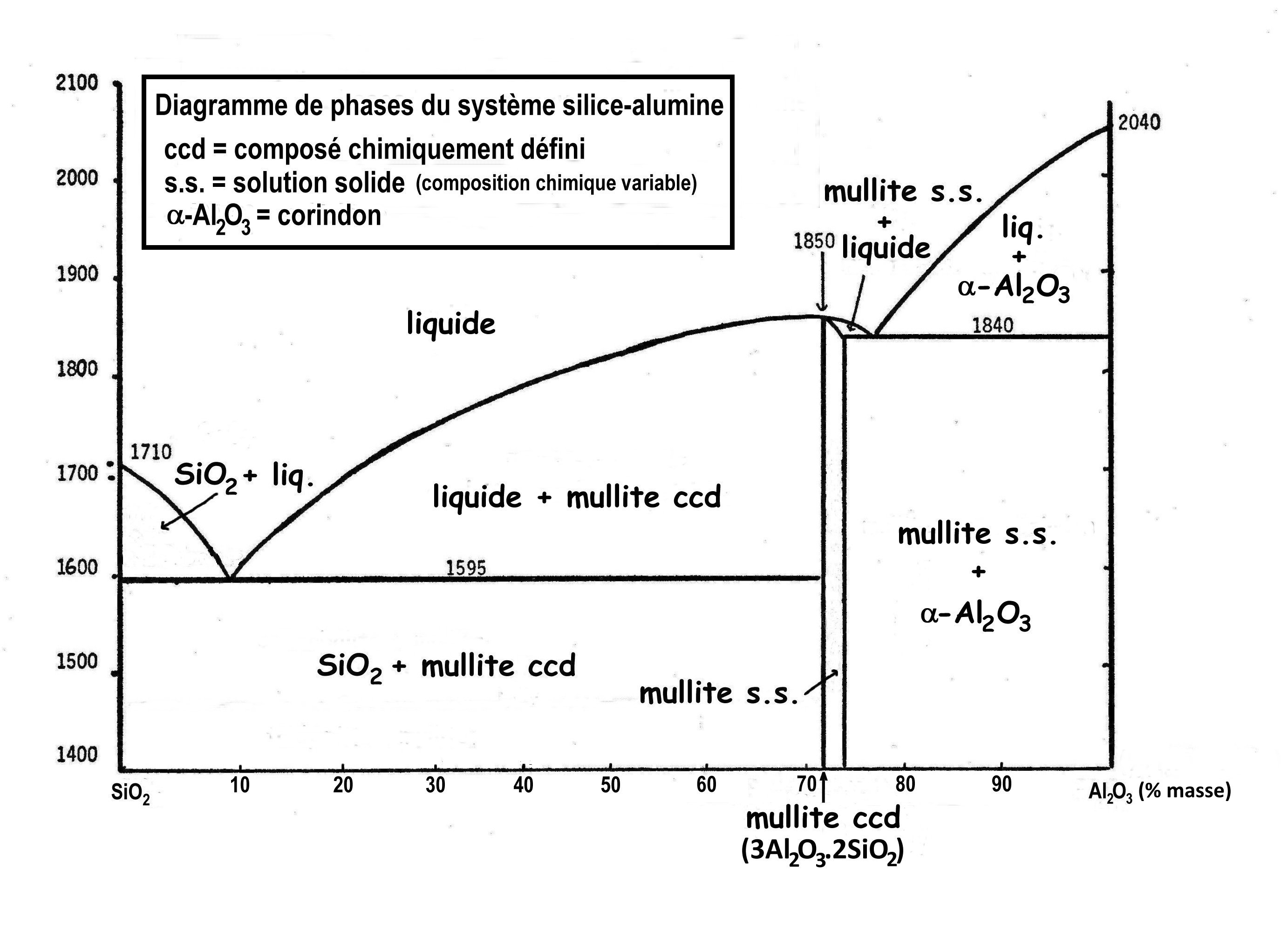
Figura 2 - Diagrama de fases do sistema sílica-alumina. A temperatura máxima indicada (1850) corresponde a um ponto de fusão congruente, o qual obedece ao teorema de Gibbs-Konovalov. Os dois pontos angulares localizados nas composições de 10% e 75% em sílica são eutéticos e não atendem a esse teorema.

Tal teorema é aplicável a todas as transições de fase. A Figura 2 mostra um diagrama de fase líquido-sólido: o ponto indicado (1850) é denominado ponto de fusão congruente, e não deve ser confundido com um ponto eutético, ponto no qual o líquido e o sólido também têm mesma composição, mas que é um ponto angular.

## Demonstração
Considere-se uma mistura binária (contendo apenas duas espécies químicas {\displaystyle {\text{A}}} e {\displaystyle {\text{B}}}) em equilíbrio entre quaisquer duas fases ({\displaystyle \alpha } e {\displaystyle \beta }). Com isso, denote-se por:
- {\displaystyle P} a pressão;
- {\displaystyle T} a temperatura;
- {\displaystyle x_{\text{A}}^{\alpha }} e {\displaystyle x_{\text{B}}^{\alpha }} as respectivas frações molares das substâncias {\displaystyle {\text{A}}} e {\displaystyle {\text{B}}} na fase {\displaystyle \alpha };
- {\displaystyle x_{\text{A}}^{\beta }} e {\displaystyle x_{\text{B}}^{\beta }} as respectivas frações molares das substâncias {\displaystyle {\text{A}}} e {\displaystyle {\text{B}}} na fase {\displaystyle \beta };
- {\displaystyle \mu _{\text{A}}^{\alpha }} e {\displaystyle \mu _{\text{B}}^{\alpha }} os respectivos potenciais químicos das substâncias {\displaystyle {\text{A}}} e {\displaystyle {\text{B}}} na fase {\displaystyle \alpha };
- {\displaystyle \mu _{\text{A}}^{\beta }} e {\displaystyle \mu _{\text{B}}^{\beta }} os respectivos potenciais químicos das substâncias {\displaystyle {\text{A}}} e {\displaystyle {\text{B}}} na fase {\displaystyle \beta }.

Uma vez que as fases {\displaystyle \alpha } e {\displaystyle \beta } estão em equilíbrio, tem-se as relações entre potenciais químicos:
{\displaystyle \mu _{\text{A}}^{\alpha }=\mu _{\text{A}}^{\beta }}
{\displaystyle \mu _{\text{B}}^{\alpha }=\mu _{\text{B}}^{\beta }}
Variando-se a temperatura de {\displaystyle T} até {\displaystyle T+\mathrm {d} T} ou a pressão de {\displaystyle P} até {\displaystyle P+\mathrm {d} P}, os potenciais químicos variam. Se for mantido o equilíbrio de fases, ter-se-ão as novas relações:
{\displaystyle \mu _{\text{A}}^{\alpha }+\mathrm {d} \mu _{\text{A}}^{\alpha }=\mu _{\text{A}}^{\beta }+\mathrm {d} \mu _{\text{A}}^{\beta }}
{\displaystyle \mu _{\text{B}}^{\alpha }+\mathrm {d} \mu _{\text{B}}^{\alpha }=\mu _{\text{B}}^{\beta }+\mathrm {d} \mu _{\text{B}}^{\beta }}
Delas, obêm-se as relações entre as variações dos potenciais químicos:
(1a) {\displaystyle \mathrm {d} \mu _{\text{A}}^{\alpha }=\mathrm {d} \mu _{\text{A}}^{\beta }}
(1b) {\displaystyle \mathrm {d} \mu _{\text{B}}^{\alpha }=\mathrm {d} \mu _{\text{B}}^{\beta }}
A relação de Gibbs-Duhem relaciona as variações das variáveis de estado de cada substância:
(2) {\displaystyle {\bar {V}}^{\alpha }\,\mathrm {d} P-{\bar {S}}^{\alpha }\,\mathrm {d} T=x_{\text{A}}^{\alpha }\,\mathrm {d} \mu _{\text{A}}^{\alpha }+x_{\text{B}}^{\alpha }\,\mathrm {d} \mu _{\text{B}}^{\alpha }}
{\displaystyle {\bar {V}}^{\beta }\,\mathrm {d} P-{\bar {S}}^{\beta }\,\mathrm {d} T=x_{\text{A}}^{\beta }\,\mathrm {d} \mu _{\text{A}}^{\beta }+x_{2}^{\beta }\,\mathrm {d} \mu _{\text{B}}^{\beta }}
sendo:
- {\displaystyle {\bar {V}}^{\alpha }} e {\displaystyle {\bar {V}}^{\beta }} os respectivos volumes molares das fases {\displaystyle \alpha } e {\displaystyle \beta };
- {\displaystyle {\bar {S}}^{\alpha }} e {\displaystyle {\bar {S}}^{\beta }} as respectivas entropias molares das fases {\displaystyle \alpha } e {\displaystyle \beta }.

Subtraindo-se a segunda relação da primeira, obtém-se:
{\displaystyle \left({\bar {V}}^{\alpha }-{\bar {V}}^{\beta }\right)\,\mathrm {d} P-\left({\bar {S}}^{\alpha }-{\bar {S}}^{\beta }\right)\,\mathrm {d} T=x_{\text{A}}^{\alpha }\,\mathrm {d} \mu _{\text{A}}^{\alpha }-x_{\text{A}}^{\beta }\,\mathrm {d} \mu _{\text{A}}^{\beta }+x_{\text{B}}^{\alpha }\,\mathrm {d} \mu _{\text{B}}^{\alpha }-x_{\text{B}}^{\beta }\,\mathrm {d} \mu _{\text{B}}^{\beta }}
Substituindo-se (1a) e (1b) na relação anterior, obtém-se:
(3) {\displaystyle \left({\bar {V}}^{\alpha }-{\bar {V}}^{\beta }\right)\,\mathrm {d} P-\left({\bar {S}}^{\alpha }-{\bar {S}}^{\beta }\right)\,\mathrm {d} T=\left(x_{\text{A}}^{\alpha }-x_{\text{A}}^{\beta }\right)\,\mathrm {d} \mu _{\text{A}}^{\alpha }+\left(x_{\text{B}}^{\alpha }-x_{\text{B}}^{\beta }\right)\,\mathrm {d} \mu _{\text{B}}^{\alpha }}
As relações entre as frações molares:
{\displaystyle x_{\text{A}}^{\alpha }+x_{\text{B}}^{\alpha }=1}
{\displaystyle x_{\text{A}}^{\beta }+x_{\text{B}}^{\beta }=1}
podem ser subtraídas, originando:
{\displaystyle x_{\text{B}}^{\alpha }-x_{\text{B}}^{\beta }=\left(1-x_{\text{A}}^{\alpha }\right)-\left(1-x_{\text{A}}^{\beta }\right)=-\left(x_{\text{A}}^{\alpha }-x_{\text{A}}^{\beta }\right)}

que pode-se substituir em (3):
Além disso, considerando-se temperatura constante ({\displaystyle \mathrm {d} T=0}), um extremo de pressão ({\displaystyle \mathrm {d} P=0}) leva à igualdade:
(4) {\displaystyle \left(x_{\text{A}}^{\alpha }-x_{\text{A}}^{\beta }\right)\,\left(\mathrm {d} \mu _{\text{A}}^{\alpha }-\mathrm {d} \mu _{\text{B}}^{\alpha }\right)=0}
A relação de Gibbs-Duhem (2) em temperatura constante e a uma pressão extrema torna-se:
{\displaystyle 0=x_{\text{A}}^{\alpha }\,\mathrm {d} \mu _{\text{A}}^{\alpha }+x_{\text{B}}^{\alpha }\,\mathrm {d} \mu _{\text{B}}^{\alpha }}
A relação (4) resulta em:
{\displaystyle {x_{\text{A}}^{\alpha }-x_{\text{A}}^{\beta } \over x_{\text{B}}^{\alpha }}\,\mathrm {d} \mu _{\text{A}}^{\alpha }=0}
Não há razão para que, no extremo, o próprio potencial químico tenha atingido um valor limite: {\displaystyle \mathrm {d} \mu _{\text{A}}^{\alpha }\neq 0}. Consequentemente, o extremo de pressão em temperatura constante é alcançado se {\displaystyle x_{\text{A}}^{\alpha }-x_{\text{A}}^{\beta }=0}, isso é, {\displaystyle x_{\text{A}}^{\alpha }=x_{\text{A}}^{\beta }}. O raciocínio é idêntico caso considere-se pressão constante ({\displaystyle \mathrm {d} P=0}): uma temperatura extrema ({\displaystyle \mathrm {d} T=0}) só pode ser alcançada se {\displaystyle x_{\text{A}}^{\alpha }=x_{\text{A}}^{\beta }}. Uma vez que considera-se uma mistura binária, exclui-se o caso {\displaystyle x_{\text{A}}^{\alpha }=x_{\text{A}}^{\beta }=1}, ou seja, o corpo {\displaystyle {\text{A}}} puro, e o caso {\displaystyle x_{\text{A}}^{\alpha }=x_{\text{A}}^{\beta }=0}, ou seja, o corpo {\displaystyle {\text{B}}} puro.
Conclui-se que um extremo de pressão ou de temperatura no equilíbrio entre duas fases de uma mistura binária só pode existir se essas possuírem a mesma composição, o que corresponde ao teorema de Gibbs-Konovalov.